# Brit Awards de 1990
O Brit Awards de 1990 foi a 10ª edição do maior prêmio anual de música pop do Reino Unido. Eles são administrados pela British Phonographic Industry e ocorreram em 18 de fevereiro de 1990. A cerimônia foi realizada no Dominion Theatre em Londres pela primeira vez, tendo sido anteriormente realizada no Royal Albert Hall, e foi apresentado por Cathy McGowan.

## Performances
- Lisa Stansfield – "All Around the World"
- Neneh Cherry – "Manchild"
- Nigel Kennedy – Vivaldi's Four Seasons
- Phil Collins – "Another Day in Paradise"
- Soul II Soul – What Is Soul II Soul

## Vencedores e nomeados
| Álbum Britânico do Ano | Produtor Britânico do Ano |
| --- | --- |
| - Fine Young Cannibals – The Raw & the Cooked - Eurythmics – We Too Are One - Simply Red – A New Flame - Soul II Soul – Club Classics Vol. One - Tears for Fears – The Seeds of Love | - Dave Stewart - Coldcut - Kate Bush - Peter Gabriel - Steve Lillywhite - Stock, Aitken & Waterman |
| Single Britânico do Ano | Vídeo Britânico do Ano |
| - Phil Collins – "Another Day in Paradise" - Band Aid II – "Do They Know Its Christmas?" - The Christians, Holly Johnson, Paul McCartney, Gerry Marsden and Stock Aitken Waterman – "Ferry Cross the Mersey" - Jason Donovan – "Sealed with a Kiss" - Jason Donovan – "Too Many Broken Hearts" - Jive Bunny and the Mastermixers – "Swing the Mood" - Jive Bunny and the Mastermixers – "That's What I Like" - Jive Bunny and the Mastermixers – "Let's Party" - Lisa Stansfield – "All Around the World" - Marc Almond & Gene Pitney – "Something's Gotten Hold Of My Heart" - Simple Minds – "Belfast Child" - Sonia – "You'll Never Stop Me Loving You" - Soul II Soul – "Back to Life" | - The Cure – "Lullaby" - The Alarm – "A New South Wales" - The Beautiful South – "Song for Whoever" - Billy Joel – "We Didn't Start the Fire" (EUA) - De La Soul – "Eye Know" (EUA) - Eurythmics – "Don't Ask Me Why" - Farley Jackmaster Funk – "Free at Last" (EUA) - Four Tops – "Loco in Acapulco" (EUA) - Guns N' Roses – "Paradise City" (EUA) - Holly Johnson – "Love Train" - Janet Jackson – "Miss You Much" (EUA) - Kaoma – "Lambada" (França) - Lisa Stansfield – "All Around the World" - M – "Pop Muzik" - Neneh Cherry – "Manchild" (Suécia) - Paul McCartney – "My Brave Face" - Prince – "Batdance" (EUA) - Queen – "The Invisible Man (canção)" - Salif Keita – "Nous Pas Bougar" (Mali) - Simply Red – "If You Don't Know Me By Now" - Tears for Fears – "Sowing the Seeds of Love" - Tina Turner – "Simply the Best" (EUA) |
| Artista Solo Masculino Britânico | Artista Solo Feminina Britânica |
| - Phil Collins - Chris Rea - Cliff Richard - Roland Gift - Van Morrison | - Annie Lennox - Kate Bush - Lisa Stansfield - Mica Paris - Yazz |
| Grupo Britânico | Melhor Revelação Britânica |
| - Fine Young Cannibals - Erasure - Eurythmics - Simply Red - Soul II Soul - Tears for Fears | - Lisa Stansfield - The Beautiful South - Shakespears Sister - Soul II Soul - The Stone Roses |
| Gravação Clássica | Melhor Gravação de Trilha Sonora |
| - Simon Rattle - Jeffrey Tate - John Eliot Gardiner - Nigel Kennedy - Riccardo Chailly | - Batman - Aspects of Love - Beaches - Henry V - The Cook, the Thief, His Wife and Her Lover |
| Contribuição Excepcional para a Música | Artista Solo Internacional |
| - Queen | - Neneh Cherry - Bobby Brown - Gloria Estefan - Prince - Tina Turner |
| Grupo Internacional | Melhor Revelação Internacional |
| - U2 - Bon Jovi - De La Soul - Gipsy Kings - Guns N' Roses - Milli Vanilli | - Neneh Cherry - Bobby Brown - De La Soul - Guns N' Roses - Paula Abdul |

## Momentos notáveis

### Freddie Mercury
A cerimônia de premiação de 1990 contou com a última aparição pública do vocalista do Queen, Freddie Mercury. O Queen apareceu na cerimônia para receber o prêmio Brit Award de Contribuição Excepcional para a Música. Mercury (que sofria de Aids desde 1987, mas não tinha relevado isso ao público) não fez um discurso, pois Brian May falou em nome dos outros membros, mas sua aparência magra era perceptível. Ele agradece brevemente ao público e deseja boa noite antes que Queen saia do palco. Mercury morreu em novembro de 1991 de complicações decorrentes da AIDS.